# Holomelina semirosea
Holomelina semirosea là một loài bướm đêm thuộc phân họ Arctiinae, họ Erebidae.